# ×Elyhordeum dutillyanum
Elyhordeum dutillyanum là một loài thực vật có hoa trong họ Hòa thảo. Loài này được (Lepage) Bowden mô tả khoa học đầu tiên năm 1967.